# Hrastje-Mota
Hrastje - Mota este o localitate din comuna Radenci, Slovenia, cu o populație de 386 de locuitori.